# 人民議会 (東ドイツ)
人民議会（じんみんぎかい、ドイツ語: Volkskammer）は、かつてのドイツ民主共和国（東ドイツ）の立法府。
"Kammer"はドイツ語で「部屋」の意味（英語の"chamber"にあたる）だが、歴史的にはドイツ革命直後のザクセン王国議会が、1919年2月から1920年11月まで、それまでの"Sächsischer Landtag"に代わって"Sächsische Volkskammer"の呼称を用いていた。

## 概要

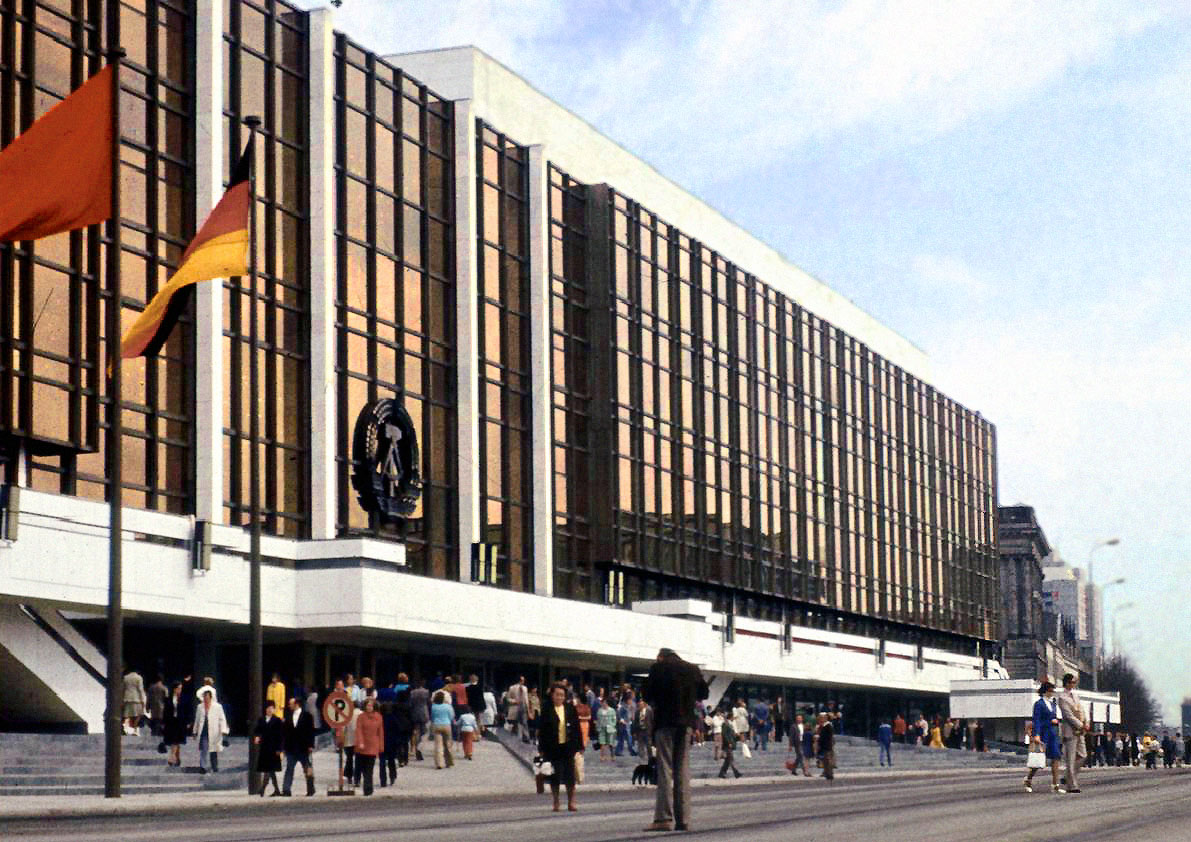
1976年以降に人民議会の議場が置かれた共和国宮殿

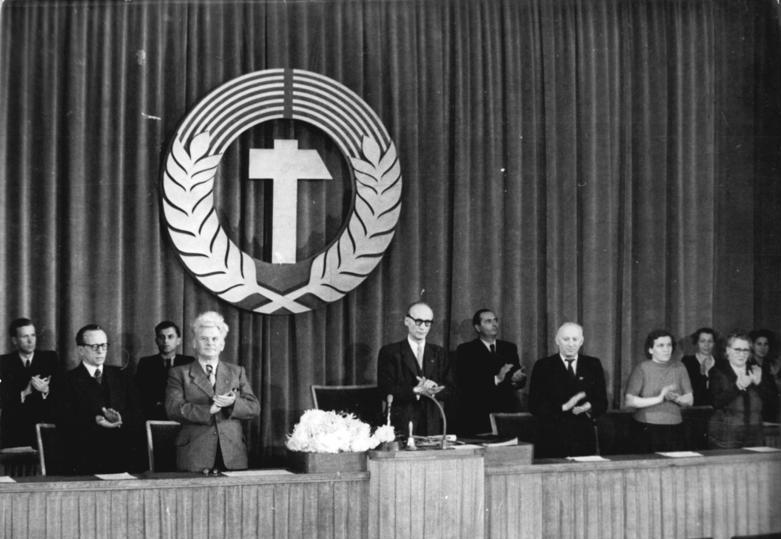
1950年の第1回人民議会

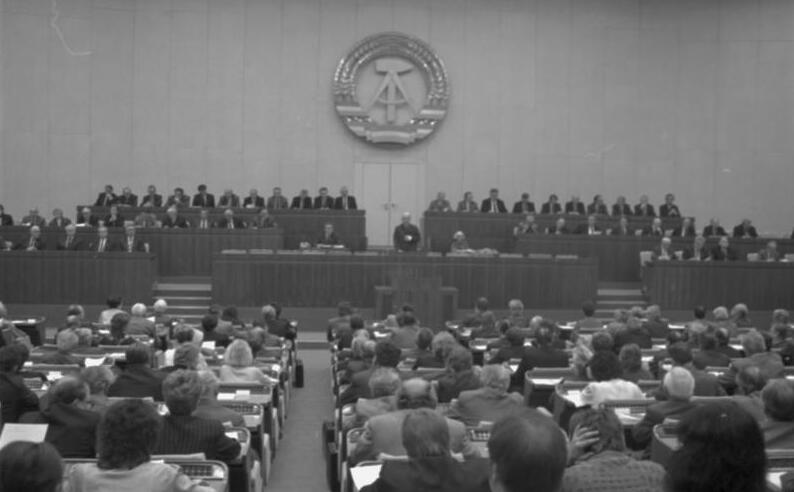
1989年11月13日 ベルリンの壁崩壊直後の人民議会本会議

ドイツ民主共和国憲法によれば人民議会は国民によって選出された最高の国家権力機関であり、憲法の改正、法律の制定、国家評議会（国家評議会の議長が国家元首）・閣僚評議会（内閣に相当）・国防評議会議長（国防委員会委員長）・最高裁判所の所長および判事・検事総長の選出、経済計画の決定などの権限を持つとされていた。また、アメリカの連邦議会や日本の国会などのように分野別の委員会制度が導入されていた。
しかし、実態は1989年の民主化以前は憲法で「国家を指導する」とされていたドイツ社会主義統一党(SED)の中央委員会政治局で決定した内容を追認する役割しか持っていなかった。議会の本会議が開催されるのは年に3,4回程度であり、法案や人事案も殆どが満場一致の賛成で承認されていた。また、後述するように議員の選出方法も形式的なものであり、人民議会は「国民が選出した代表による民主政治」という建前を示すためのものでしかなかった。
なお、初期には人民議会の他に各州の代表からなる共和国参議院も存在したが、1952年以降は中央集権政策によって州が14の県に再編され、1958年には共和国参議院も廃止された。

## 議会組織

### 歴代議長
| 代 | 氏名                         | 出身政党             | 就任年月日     | 退任年月日     |
| -- | ---------------------------- | -------------------- | -------------- | -------------- |
| 1  | ヨハネス・ディークマン       | ドイツ自由民主党     | 1949年10月7日  | 1969年2月22日  |
| 2  | ゲラルト・ゲッティング       | キリスト教民主同盟   | 1969年5月12日  | 1976年10月29日 |
| 3  | ホルスト・ジンダーマン       | ドイツ社会主義統一党 | 1976年10月29日 | 1989年11月13日 |
| 4  | ギュンター・マロイダ         | ドイツ民主農民党     | 1989年11月13日 | 1990年4月5日   |
| 5  | ザビーネ・ベルクマン＝ポール | キリスト教民主同盟   | 1990年4月5日   | 1990年10月2日  |

## 選挙と議席

### 選挙
選挙は下記の10回行われている。
- 第1回選挙 1950年10月15日
- 第2回選挙 1954年10月17日
- 第3回選挙（ドイツ語版） 1958年11月16日
- 第4回選挙（ドイツ語版） 1963年10月20日
- 第5回選挙（ドイツ語版） 1967年7月2日
- 第6回選挙（ドイツ語版） 1971年11月14日
- 第7回選挙（ドイツ語版） 1976年10月17日
- 第8回選挙（ドイツ語版） 1981年6月14日
- 第9回選挙（ドイツ語版） 1986年6月8日
- 第10回選挙 1990年3月18日

民主化された後に行われた1990年の選挙以外は「国民戦線」を形成する5つの政党や団体ごとに議席数が決まった統一名簿が作成され、それに賛成か反対かを問うという形式であった。このため選挙による党派の議席変動などというものは生じず、常にSEDが最大勢力であるようになっていた。
憲法第54条では「人民議会は国民により、自由・普通・平等・秘密の選挙において」選出されると規定されていたが、
実際の選挙の投票方法は、
1. 有権者が投票所に行くと投票用紙を交付される。
2. 賛成の時は何も書かずに、そのまま投票用紙を投票箱へ入れる。
3. 反対の時は記載台まで行き、投票用紙に印を書いてから、投票用紙を投票箱へ入れる。

というものであり、反対の時だけ記載台に行くことになるため誰が反対票を投じたのかすぐに分かるようになっていた。また棄権すると棄権者は体制への反対派とみなされて地位を失ったり、西ドイツの親戚を訪ねようとしても出国ビザが発給されないなどの嫌がらせを受けた。このため、毎回投票率は99%以上、賛成率も99%であった。なお、大都市部では相互の監視が弱いため棄権率・反対率はやや高めであり、最も棄権率・反対率が高かったのは東ベルリンであった。

### 議席配分
1967年の第5回選挙以降は下記の議席数に固定されていた。それ以前も数に違いはあるがSEDが最大勢力で固定されていることには変わりが無い。
東ベルリンは建前上はソ連占領地区であったため東ドイツの議会に直接議員を送ることができず、東ベルリン市の市議会から代表を送っていたが、1981年からは東ベルリンも直接選出に切り替えている。
- ドイツ社会主義統一党(SED) 127議席
- キリスト教民主同盟(CDU(DDR)) 52議席 - 西ドイツのキリスト教民主同盟とは別団体。
- ドイツ自由民主党(LDPD) 52議席 - 西ドイツの自由民主党(FDP)とは別団体
- ドイツ国家民主党(NDPD) 52議席 - 現在のドイツの極右政党ドイツ国家民主党(NPD)とは別団体
- ドイツ民主農民党(DBD) 52議席
- 自由ドイツ労働総同盟(FDGB) 68議席
- 自由ドイツ青年団(FDJ) 40議席
- ドイツ民主婦人連盟（ドイツ語版）(DFD) 35議席
- ドイツ文化連盟 22議席
- 計 500議席

1986年から農民相互援助団が加わり、諸団体の議席数が変更された。
- ドイツ社会主義統一党(SED) 127議席
- キリスト教民主同盟(CDU(DDR)) 52議席
- ドイツ自由民主党(LDPD) 52議席
- ドイツ国家民主党(NDPD) 52議席
- ドイツ民主農民党(DBD) 52議席
- 自由ドイツ労働総同盟(FDGB) 61議席
- 自由ドイツ青年団(FDJ) 37議席
- ドイツ民主婦人連盟（ドイツ語版）(DFD) 32議席
- ドイツ文化連盟 21議席
- 農民相互援助団（ドイツ語版） 14議席
- 計 500議席

最初期はキリスト教民主同盟、自由民主党もある程度の力を持っていたが、SEDに反対する幹部の多くは追放されて西ドイツへ亡命したために衛星政党となっていった。国家民主党と民主農民党は最初からSEDの肝いりで作られた政党である。政党以外の各団体も、FDJはSEDの下部組織であり、またFDGBの会長がSEDの政治局員であるなど、実質的にはSEDの傘下にあった。

### 1990年の議席
最初で最後の自由選挙となった1990年人民議会選挙後の議席。
- キリスト教民主同盟[注釈 5]（CDU） 163議席
- ドイツ社会民主党[注釈 6]（SPD） 88議席
- 民主社会党[注釈 7]（PDS） 66議席
- ドイツ社会同盟（DSU） 25議席
- 自由民主同盟（ドイツ語版）[注釈 8]（BFD） 21議席
- 同盟90[注釈 9]（B90） 12議席
- ドイツ民主農民党（DBD） 9議席
- 東ドイツ緑の党[注釈 10]/独立婦人同盟（ドイツ語版） 8議席
- 民主主義の出発（DA） 4議席
- ドイツ国民民主党（NDPD） 2議席
- ドイツ民主婦人連盟（ドイツ語版）（DFV） 1議席
- 左翼連合（ドイツ語版）[注釈 11]（VK） 1議席
- 計 400議席

## 議事堂
戦前の帝国議会議事堂は戦後西ベルリンに属したため、東ドイツ人民議会では使用不可能であった。1950年から1976年までは東ベルリン・ミッテ区の赤の市庁舎近くにあるランゲンベック・フィルヒョウ・ハウス(Langenbeck-Virchow-Haus)に置かれていた。1976年からは同年に竣工した共和国宮殿の小ホールを使用するようになった。

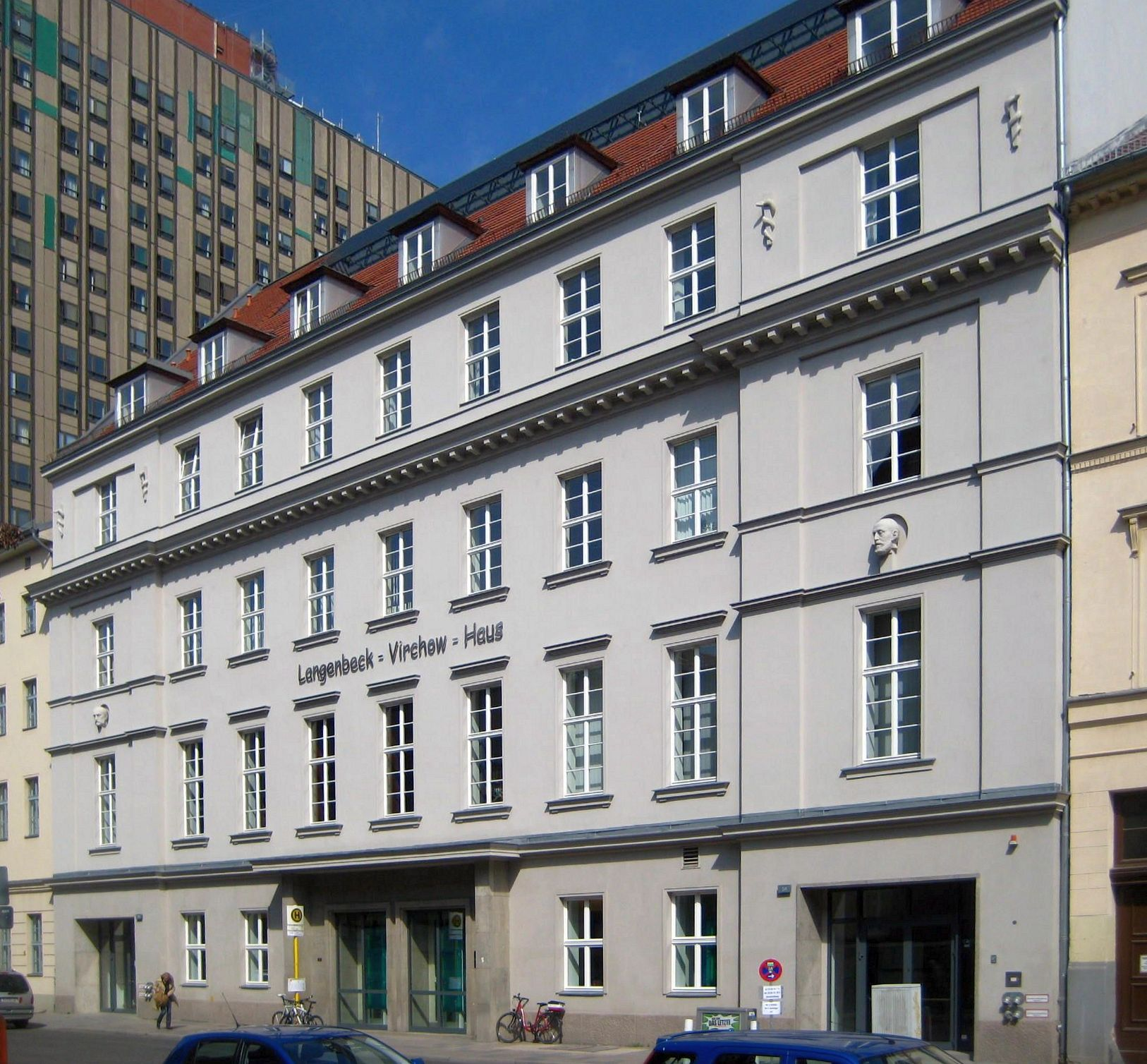
1950 - 1976年の間人民議会がおかれたランゲンベック・フィルヒョウ・ハウス
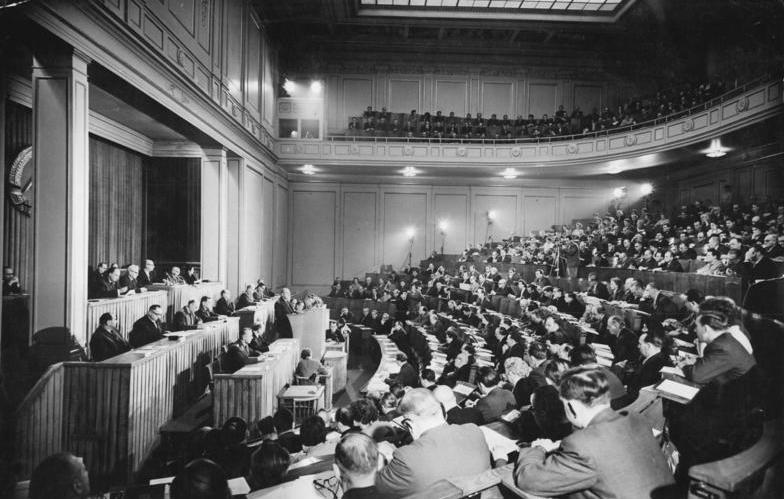
ランゲンベック・フィルヒョウ-ハウスで行われた人民議会本会議(1960年）
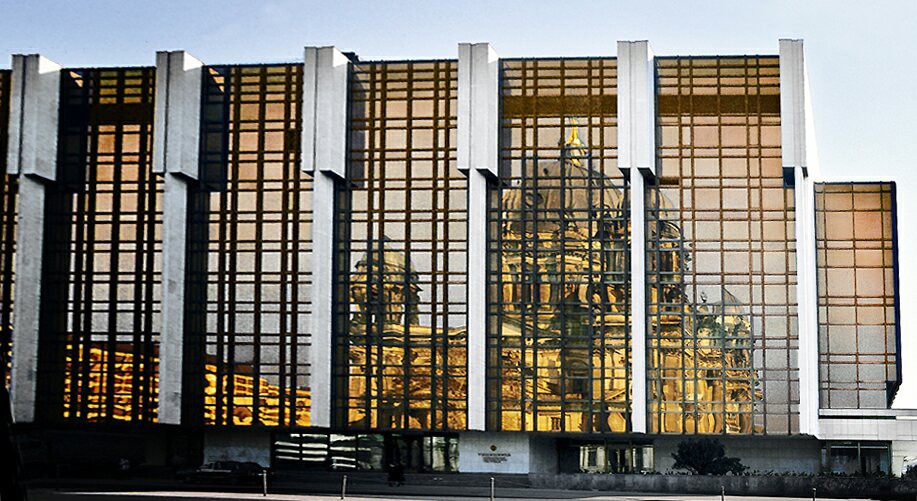
共和国宮殿・人民会議の議場への入口